# Isaac del Toro
Isaac del Toro, född 27 november 2003 i Ensenada, Baja California, är en mexikansk professionell landsvägscyklist.
Isaac del Toro har cyklat professionellt sedan 2024 och tävlar för UAE Team Emirates. 2024 vann han etapploppet Vuelta a Asturias och 2025 vann han endagsloppet Milano-Turin. I maj 2025 tog han sin första etappvinst i Giro d'Italia.